# 保罗·麦克唐纳
保罗·麦克唐纳（英語：Paul MacDonald，1960年1月8日—），新西兰男子皮划艇运动员。他曾代表新西兰参加1984年、1988年和1992年夏季奥林匹克运动会皮划艇比赛，获得三枚金牌、一枚银牌和一枚铜牌。